# Phyllodactylus homolepidurus
Phyllodactylus homolepidurus (листопалий гекон сонорський) — вид геконоподібних ящірок родини Phyllodactylidae. Ендемік Мексика.

## Поширення і екологія
Phyllodactylus homolepidurus поширені на заході Мексики, в центрі і на заході Сонори та на північному заході Сіналоа. Вони живуть в пустелях, напівпустелях і сухих чагарникових заростях, переважно серед скельних виступів.

## Систематика
Phyllodactylus nolascoensis раніше вважався підвидом сонорського листопалого гекона, однак був визнаний окремим видом.